# Cássio (football, 1980)
Pour les articles homonymes, voir Cassio.
Cássio Albuquerque dos Anjos, plus communément appelé Cássio, est un footballeur brésilien né le 12 août 1980 à Rio de Janeiro. Il évolue au poste de gardien de but avec Al-Taawoun.

## Biographie
Cássio commence sa carrière au Brésil et joue notamment en faveur du Vasco da Gama. Avec cette équipe, il dispute 2 matchs en Copa Sudamericana.
En 2008, il rejoint l'Europe et devient le gardien du club portugais du Paços de Ferreira. Avec cette équipe, il dispute 4 matchs en Ligue Europa lors de la saison 2009-2010.
Lors de la saison 2012-2013, il fait partie des cadres de l'équipe qui a terminé 3e de Liga Sagres, ce qui représente une première pour le club.
En fin de saison, il est en fin de contrat et ne rentre plus dans les plans du nouvel entraîneur, Costinha. Il est annoncé au Sporting Braga et au Sporting Portugal, il signe finalement le 21 août 2013 pour le promu d'Arouca.

## Carrière
- 2001 :  Olaria AC
- 2002 :  Bangu AC
- 2003 :  Macaé EFC
- 2003-2004 :  Olaria AC
- 2004 :  America
- 2004-2007 :  CR Vasco da Gama
- 2008 :  Macaé EFC
- 2008-2013 :  FC Paços de Ferreira
- 2013-... :  FC Arouca[4],[5]